# Паметник на загиналите във войните за национално обединение (Монтана)
Паметникът на загиналите във войните за национално обединение се намира в Градската градина на град Монтана
Пред паметника се извършва ежегодното градско честване на Националния празник на България – Трети март, с полагане на венци и цветя в знак на признателност.

## Местоположение
Паметникът е своеобразна граница между площада „Жеравица“ и Градската градина с прилежащите им фонтани.

## Композиция
Към ниското тяло на монумента е монтиран лежащ лъв, с което е завършен предвидения навремето проект. Скулптурата на лъв е дарение от скулптура Теодоси Антонов и двама негови колеги. Антонов е изработил макета още при издигането на монумента, но не достигнали финанси за реализирането му.
Един от надписите на паметника гласи: „Войнишката клетва: Вярвам в бог, във вечната му правда. Вярвам в освобождението на поробените братя. Вярвам във възкресението на Велика България. Амин! 1917 – 2017“
През 2017 г. на паметника е дописан опълченецът Ангел Атанасов.